# حبل مشدود (فلم)
حبل مشدود (بالإنجليزية: Tightrope)، هي فيلم سينمائي أمريكي من نوع الدراما، أنتجت عام 1984م، من إنتاج وبطولة كلينت إيستوود.

## وصلات خارجية
- مقالات تستعمل روابط فنية بلا صلة مع ويكي بيانات